# Ladislas du Luart
Ladislas Le Gras du Luart, usuellement appelé Ladislas du Luart, né le 5 février 1900 à Paris 16e où il est mort le 14 février 1980, est un homme politique français.

## Biographie
Ladislas du Luart est le fils de Roland Le Gras du Luart (1872-1964), marquis du Luart, et de Magdeleine de Montsaulnin (1874-1959).
Propriétaire-exploitant dans les domaines agricole et forestier, il est vice-président du Conseil Général de la Sarthe, membre du Conseil de l'Europe et maire de Coudrecieux.
Il épouse le 23 août 1934, à la mairie du 16e arrondissement de Paris, Laïkla Hagondokoff, une aristocrate russe née dans une famille princière tcherkesse du Caucase. Cette union sera sans postérité. 
Aux élections sénatoriales françaises de 1977 il ne se représente pas et son neveu, le marquis Roland du Luart, est élu au poste de sénateur de la Sarthe.